# Драган Јовановић (ватерполиста)
Драган Јовановић је бивши југословенски и српски ватерполиста. 
Играо је на позицији голмана. У каријери је наступао за београдски Партизан, Бечеј и Црвену звезду. Са репрезентацијом СР Југославије освојио је бронзану медаљу на Светском првенству 1998. у Перту, и сребрну на Европском првенству 1997. године у Севиљи.
Као тренер је радио у Канади. Био је прво помоћник селектора и потом селектор канадске ватерполо репрезентације, коју је водио на Летњим олимпијским играма 2008. године у Пекингу. Ради као извршни директор светске Асоцијације ватерполо тренера и члан је Удружења ватерполо тренера Србије.